# Cerastium arvense
A espécie Cerastium arvense, pertencente à família dos cravos, é uma planta perene e herbácea.

## Descrição
Tem folhas verde escuras, levemente peludas, sem pecíolo, em disposição oposta ao longo do caule. Atingem cerca de 40 centímetros de altura. As flores são brancas, com 10 estames amarelos e cinco pétalas, cada um com dois lobos, com o dobro do comprimento das sépalas, florescendo em meados da Primavera, mantendo-se até tarde no verão.

## Distribuição
O seu habitat são locais pedregosos, como matas, campos, taludes, sem necessidade de muita água.